# Katar

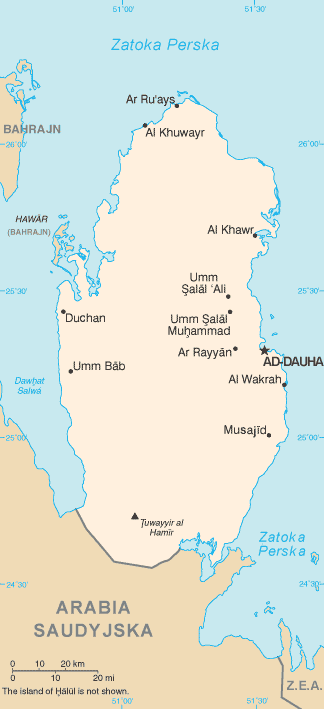
Mapa Kataru

Katar (arab. ‏قطر‎ (wym. [ˈqɑtˤɑr]) – trl. Qaţar, trb. Katar), oficjalnie Państwo Katar (arab. ‏دولة قطر‎ – trl. Dawlat Qaţar, trb. Daulat Katar) – państwo położone w Azji Południowo-Zachodniej we wschodniej części Półwyspu Arabskiego (na półwyspie Katar) nad Zatoką Perską. Stolicą Kataru jest Doha. Inne większe miasta to Ar-Rajjan, Musajid, Al-Wakra, Chaur, Duchan, Umm Bab. Powierzchnia Kataru wynosi 11,6 tys. km²; graniczy on tylko z Arabią Saudyjską. Językiem urzędowym jest język arabski, ale w użyciu jest także angielski. Katar podzielony jest na siedem okręgów.
Katar jest państwem członkowskim Ligi Państw Arabskich, Międzynarodowej Agencji Energii Atomowej, Międzynarodowej Organizacji Pracy, Banku Światowego, Międzynarodowego Funduszu Walutowego, Organizacji Współpracy Islamskiej, Organizacji Krajów Eksportujących Ropę Naftową, Organizacji Narodów Zjednoczonych (na podstawie Rezolucji Rady Bezpieczeństwa ONZ nr 297 z 15 września 1971), Rady Współpracy Zatoki Perskiej, Światowej Organizacji Handlu.
W roku 2010 społeczeństwo katarskie było najbogatszym społeczeństwem świata. Na koniec 2017 roku, według Trading Economics, Katar zajmował 6. miejsce pod względem PKB na osobę i 1. pod względem PKB na osobę według parytetu siły nabywczej.

## Geografia

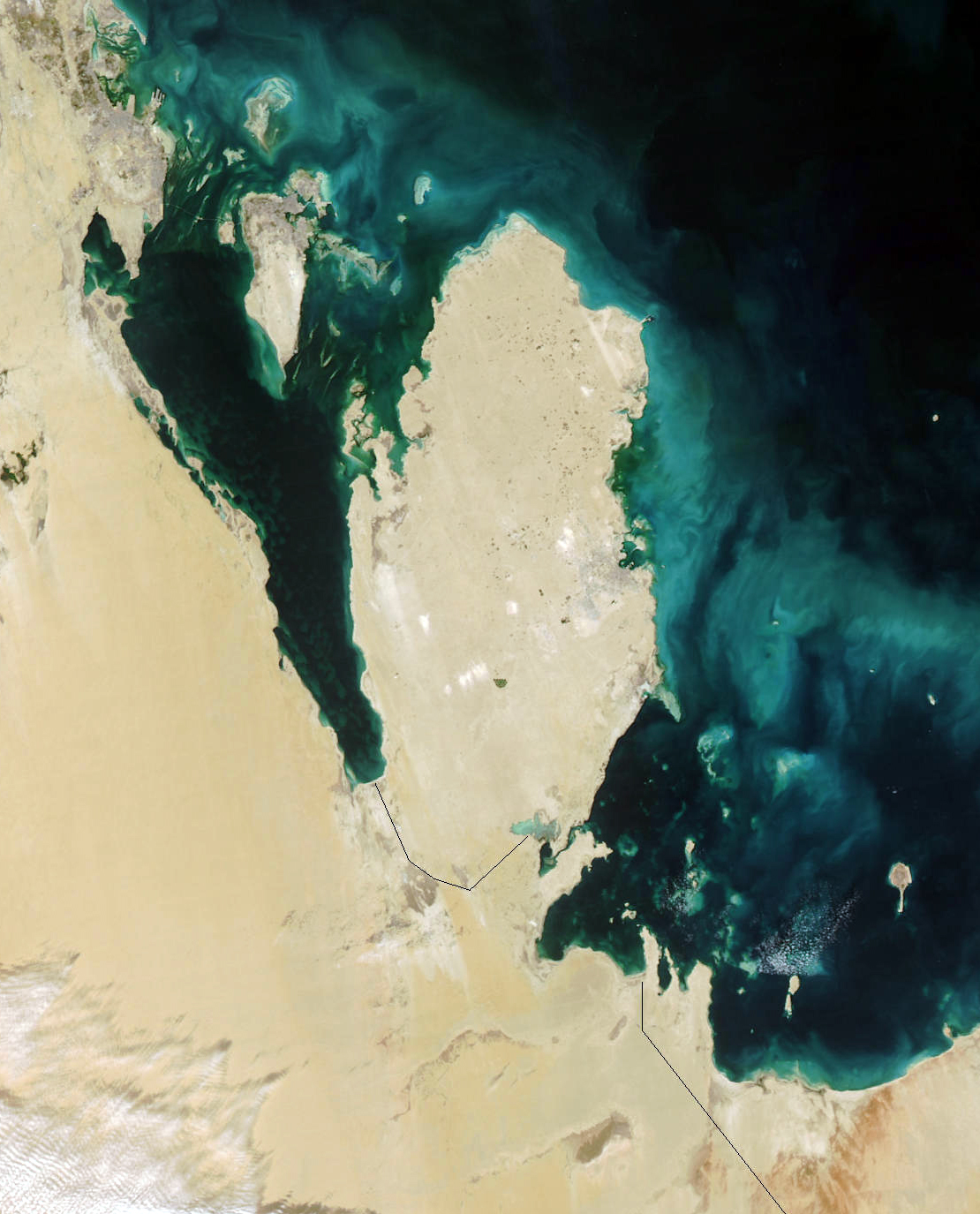
Widok z kosmosu

Powierzchnia państwa jest nizinna (wysokość 50–103 m), pustynna (pustynia piaszczysto-kamienista), w części północno-wschodniej zabagniona. Klimat zwrotnikowy wybitnie suchy. Średnia temperatura miesięczna w styczniu wynosi 17 °C, a w sierpniu waha się od 38 do 44 °C. Średnia roczna suma opadów wynosi około 80 milimetrów. Ulewne deszcze pojawiają się w okresie od grudnia do lutego. Katar nie ma wód śródlądowych. Ludność zaopatrywana jest w odsoloną wodę morską. W Katarze występuje roślinność pustynna. Linia brzegowa jest dobrze rozwinięta.

## Historia
W XVI wieku Portugalczycy próbowali opanować półwysep. Od XIX wieku kraj jest rządzony przez ród Al Sani. Katar dwa razy w historii był pod zaborami: w latach 1871–1916 wcielony do Imperium Osmańskiego, a w latach 1916–1971 pod protektoratem Wielkiej Brytanii. Od 1971 r. tym wewnętrznie stabilnym krajem znów rządzi ród Al Sani.
W 1913 r. swoich roszczeń co do Kataru zrzekła się Turcja. Trzy lata później obszar ziem arabskich został podzielony między dwa europejskie mocarstwa: Francję i Wielką Brytanię. W 1915 r. ostatni tureccy żołnierze opuścili Katar, a rok później na mocy katarsko-brytyjskiej umowy państwo zostało protektoratem Wielkiej Brytanii. W zamian za ograniczone gwarancje bezpieczeństwa szejk Kataru zobowiązał się nie utrzymywać stosunków dyplomatycznych z żadnym mocarstwem bez zgody rządu brytyjskiego. W 1939 r. odkryto złoża ropy naftowej i w 1949 r. rozpoczęto ich przemysłową eksploatację. W 1970 r. wprowadzono prowizoryczną konstytucję. 1 września 1971 następca tronu, szejk Chalifa ibn Hamad, ogłosił pełną niepodległość Kataru. Dwa dni później układ z Wielką Brytanią z 1916 r. stracił moc, a Katar stał się państwem suwerennym. W tym samym roku Katar przystąpił do Organizacji Narodów Zjednoczonych i Ligi Państw Arabskich. W 1972 r. w wyniku bezkrwawego zamachu stanu władzę zdobył Chalifa ibn Ahmad Al Sani.
W 1979 r. Katar zerwał stosunki dyplomatyczne z Egiptem (po zawarciu układu pokojowego z Izraelem). Stosunki dyplomatyczne przywrócono w 1987 r. Katar poparł Irak w wojnie iracko-irańskiej. W 1990 r. Katar potępił agresję Iraku na Kuwejt i udostępnił swoje terytoria wojskom koalicji antyirackiej. W czerwcu 1995 Chalifa ibn Ahmad Al Sani utracił władzę na rzecz swego syna Hamada.
W drugiej dekadzie XXI wieku Katar zorganizował wiele imprez sportowych o światowym formacie, w tym Mistrzostwa Świata w Piłce Ręcznej Mężczyzn 2015 i Mistrzostwa Świata w Kolarstwie Szosowym 2016. W 2022 r. odbyły się w tym państwie mistrzostwa świata w piłce nożnej.
5 czerwca 2017 część krajów arabskich ogłosiło zerwanie stosunków dyplomatycznych z Katarem pod pretekstem wspierania przez to państwo terroryzmu.

## Ustrój polityczny
Katar to księstwo (emirat). Według tymczasowej konstytucji z 1970 głową państwa jest emir (z panującego rodu Al Sani). Władzę wykonawczą sprawuje powoływany przez emira rząd (z premierem). 35-osobowa Rada Doradcza jest organem konsultacyjnym rządu. Nie ma parlamentu ani partii politycznych.

### Podział administracyjny
Katar od 2004 roku podzielony jest na 7 okręgów.

## Siły zbrojne
Katar dysponuje trzema rodzajami sił zbrojnych: wojskami lądowymi, marynarką wojenną oraz siłami powietrznymi. W 2017 uzbrojenie sił lądowych Kataru składało się z: 92 czołgów, 464 opancerzonych pojazdów bojowych, 24 zestawów artylerii holowanej oraz 21 wieloprowadnicowych wyrzutni rakietowych. W tym samym roku Marynarka wojenna Kataru dysponowała 69 okrętami obrony przybrzeża. Katarskie siły powietrzne posiadały w 2014 uzbrojenie w postaci między innymi: 9 myśliwców, 53 samolotów transportowych, piętnaście samolotów szkolno-bojowych oraz 43 śmigłowców.
Wojska katarskie w 2014 liczyły 12 tysięcy żołnierzy zawodowych (brak rezerwistów). Według rankingu Global Firepower (2017) katarskie siły zbrojne stanowią 91. siłę militarną na świecie, z rocznym budżetem na cele obronne w wysokości 1,93 mld dolarów (USD).
USA i Francja były dla Kataru pionierami w kwestiach uzbrojenia, a także Niemcy i Wielka Brytania. Ostatnio na uwagę zasługuje współpraca z Chinami, które są w stanie zaoferować niższe ceny za wybrane komponenty.
Siły zbrojne Kataru uległy zmianie po 2010 roku, kiedy to państwo zaczęło aktywnie działać w obrębie konfliktu w Libii i Syrii. Wydatki od 2010 roku do 2021 wzrosły o 434%; w 2021 r. Katar wydał na wojsko 4,8% swojego PKB.

## Demografia

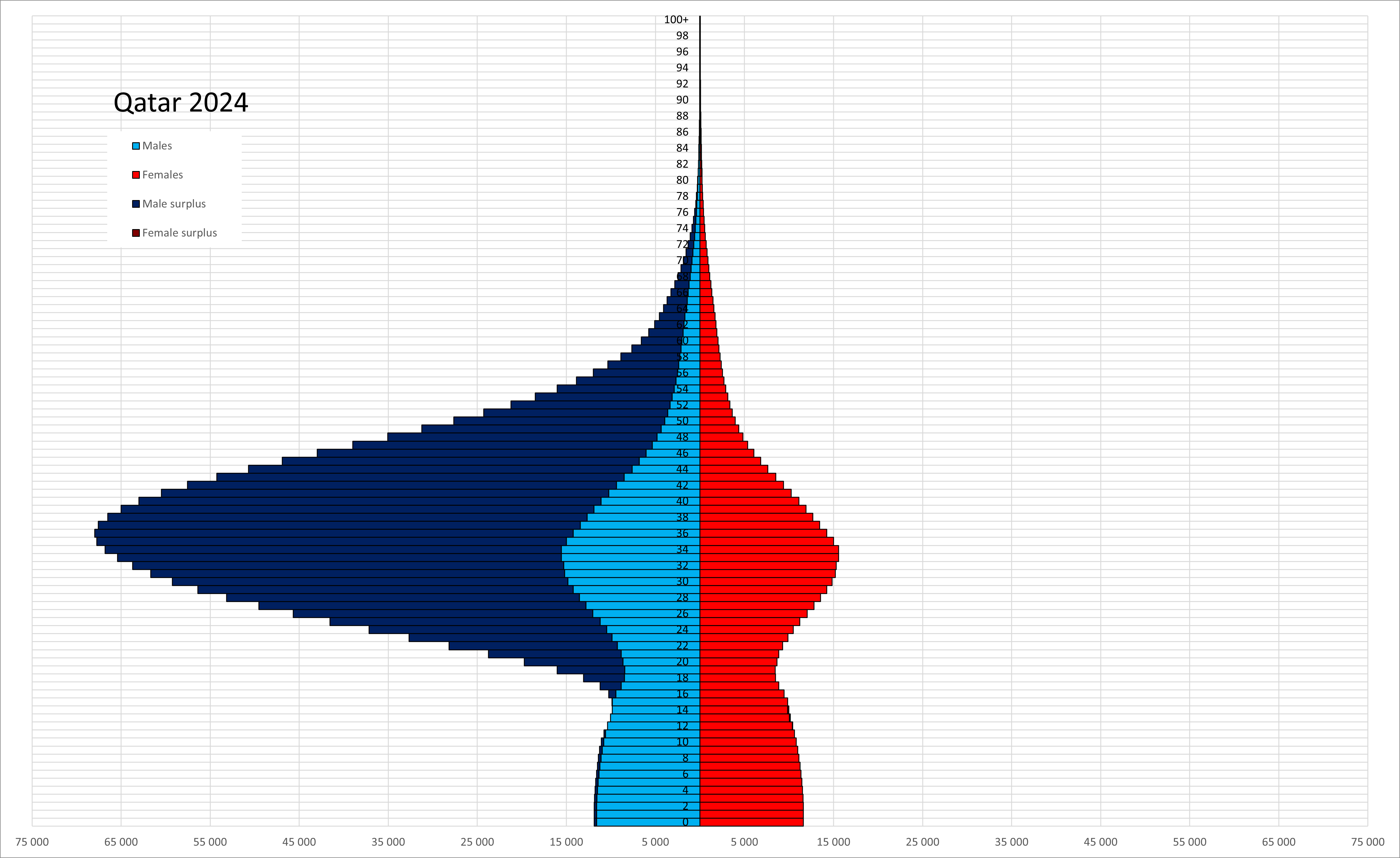
Piramida demograficzna Kataru

W lipcu 2017 w Katarze mieszkało 2 314 307 osób. Państwo to zamieszkują Arabowie (40%), Pakistańczycy (18%), Hindusi (18%), Irańczycy (10%) i inni. Przyrost naturalny w 2017 wyniósł 2,27‰. Struktura wiekowa: 0–14 lat 12,63%; 15–24 lat 12,35%, 25–54 lat 70,59%, 55–64 3,42%, 65 lat i więcej 1%. Śmiertelność niemowląt w 2017 wyniosła 6,2 zgonów na tysiąc urodzeń, a współczynnik dzietności 1,9 dzieci na jedną kobietę. Oczekiwana dalsza długość trwania życia w 2017 wyniosła 78,9 lat (dla mężczyzn 76,8, dla kobiet 81).
Państwo notuje bardzo dużą nierównowagę płci - ze względu na napływ zagranicznych pracowników, którzy stanowią 88% populacji i w większości są płci męskiej, na jedną kobietę w Katarze przypada 3,36 mężczyzn (2022). 

### Religia
Struktura religijna kraju w 2010 według Pew Research Center:
- islam – 67,7% (1 190 000)
- chrześcijaństwo – 13,8% (250 000)

- - katolicyzm – 10,5% (190 000)
  - protestantyzm – 2,8% (50 000)
  - prawosławie – 0,5% (<10 000)
- hinduizm – 13,8% (240 000)
- buddyzm – 3,1% (50 000)
- brak religii – 0,9% (20 000)
- inne religie – 0,7% (10 000)

## Gospodarka

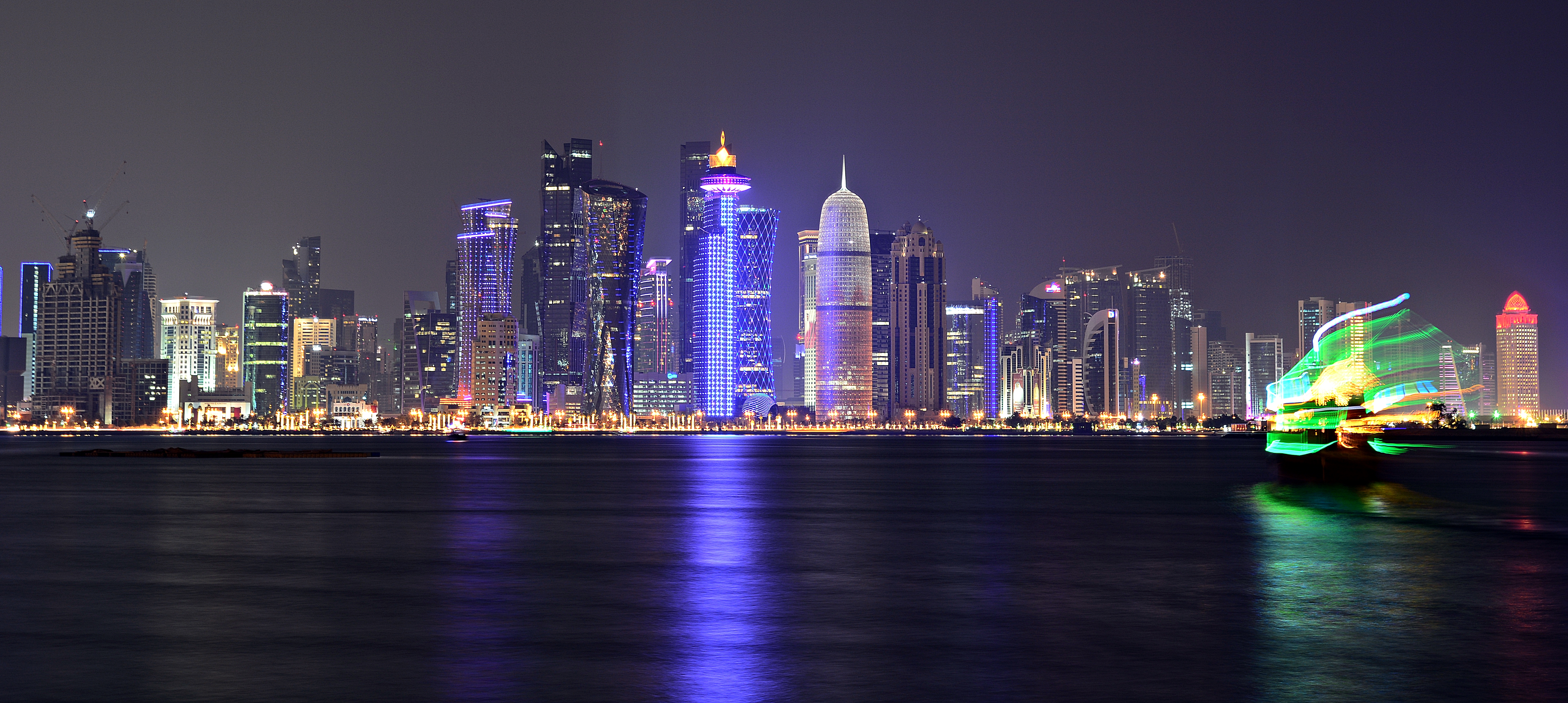
Doha – stolica Kataru

Katarowi najwięcej dochodów przynosi wydobycie gazu ziemnego oraz ropy naftowej. Krajowy przemysł koncentruje się nie tylko na wydobywaniu tych surowców, ale i na ich przetwórstwie. W 1971 r. u wybrzeży emiratu odkryto największe złoże gazu ziemnego na świecie – tzw. Pole Północne – o zasobach sięgających 18 bilionów metrów sześciennych, co uplasowało Katar (obok Rosji i Iranu) wśród trzech państw o największych zasobach gazu ziemnego na świecie. Do Kataru należy około 5% światowych rezerw gazu ziemnego. Katar jest obecnie największym eksporterem gazu ziemnego w postaci płynnej (LNG) na świecie. Rozwija tę technologię od 1997 r., gdy pierwszy transport LNG został wysłany do Hiszpanii. Według szacunków złoża ropy naftowej wyczerpią się około 2025. Przepisy dotyczące działalności firm zagranicznych w sektorze naftowym zliberalizowano w 2002 r.
W 1998 r. rozpoczęto prywatyzację sektora państwowego (w tym naftowego). Produkt krajowy brutto w 2016 r. wyniósł 129 726 dolarów na osobę.
Przemysł przetwórczy (rafineryjny, nawozów sztucznych, hutnictwo, odsalarnie wody morskiej) jest skoncentrowany w specjalnej strefie przemysłowej Musajid oraz w stolicy (spożywczy, cementowy, odzieżowy, elektrownie, odsalarnie wody morskiej). Wokół portu Ras Laffa powstały zakłady przetwarzania gazu ziemnego.
Rolnictwo jest słabo rozwinięte. Grunty orne i sady zajmują 0,7% powierzchni kraju. Warzywa (pomidory, melony, kapusta), zboża (proso, sorgo, kukurydza) oraz owoce (głównie palmę daktylową) uprawia się na glebach nawadnianych odsoloną wodą morską. Hoduje się bydło, owce, kozy i wielbłądy. Na wybrzeżu poławia się ryby i perły.
W Katarze rozwinął się transport samochodowy (1,2 tys. km dróg) oraz rurociągowy (ropociągi, gazociągi i inne o łącznej długości ok. 2,4 tys. km). Porty morskie znajdują się w Dosze i Musajidzie. Międzynarodowy port lotniczy znajduje się w stolicy.
Katar eksportuje ropę naftową i produkty naftowe, gaz ziemny, stal i nawozy sztuczne, a importuje maszyny, sprzęt transportowy, wyroby przemysłowe i żywność. Głównymi partnerami handlowymi są: Japonia, Korea Południowa, Francja, Niemcy.

## Kultura
Kultura Kataru jest zdominowana przez islam. Obowiązują normy obyczajowości muzułmańskiej.
W Katarze swoją siedzibę ma arabska telewizja Al-Dżazira (powstała w 1996).
Święto państwa przypada 18 grudnia (w rocznicę uchwalenia niepodległości).
Katarska biblioteka narodowa uruchomiła w 2014 cyfrową bibliotekę z ponad 100 tysiącami archiwaliów. Wśród dostępnych online znajdują się książki, mapy, nagrania, rękopisy. Większość zasobów dostępna jest w domenie publicznej.

## Emirowie Kataru
Dynastia Al Sani:
- Muhammad ibn Sani (1868–1878)

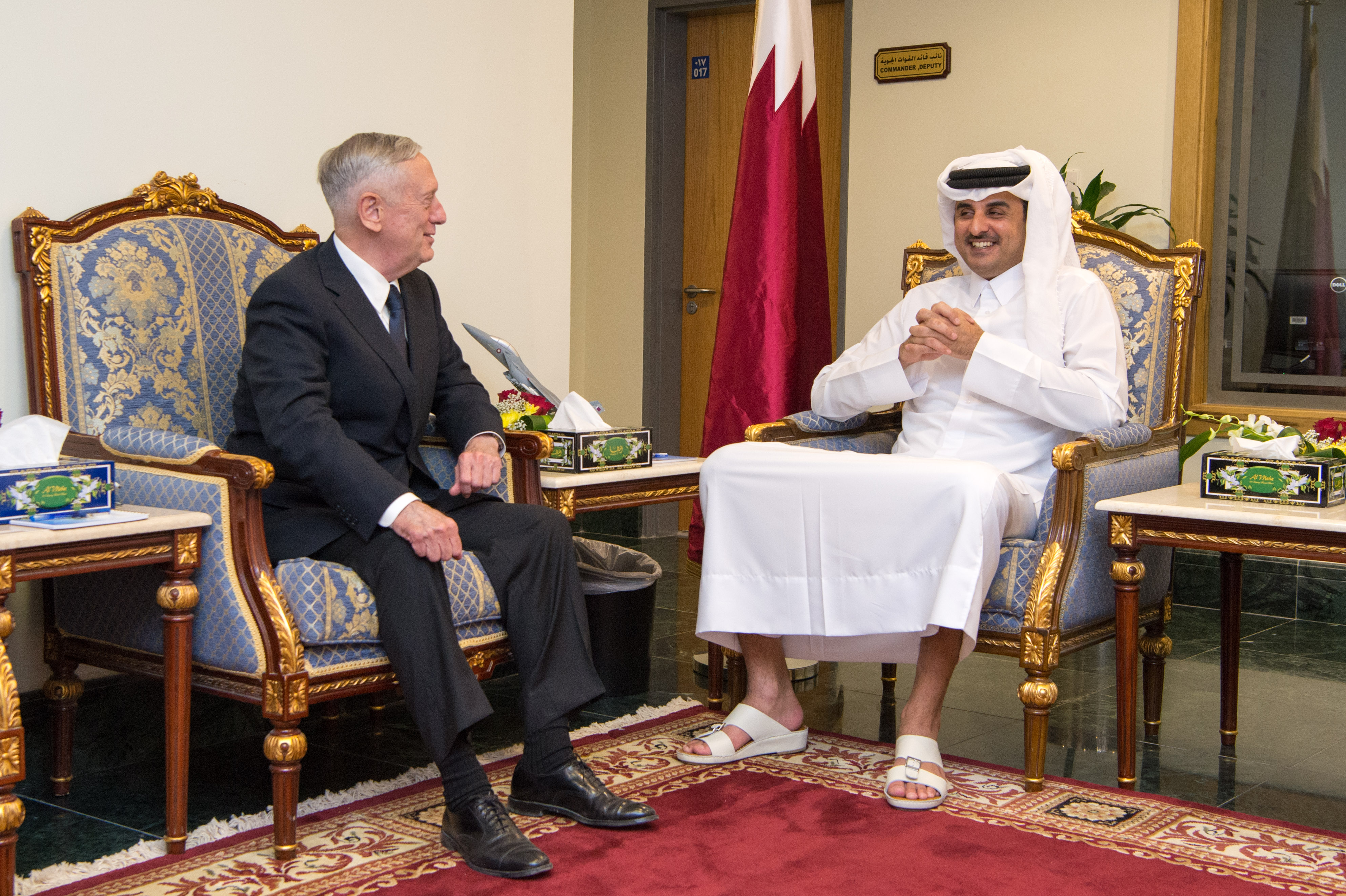
Tamim ibn Hamad Al Sani

- Kasim ibn Muhammad Al Sani (1878–1913)
- Abdullah ibn Kasim Al Sani (1913–1949)
- Ali ibn Abdullah Al Sani (1949–1960)
- Ahmad ibn Ali Al Sani (1960–1972)
- Chalifa ibn Ahmad Al Sani (1972–1995)
- Hamad ibn Chalifa Al Sani (1995–2013)
- Tamim ibn Hamad Al Sani (od 2013)